# 秋田県道58号象潟矢島線
秋田県道58号象潟矢島線（あきたけんどう58ごう きさかたやしません）は、秋田県にかほ市から由利本荘市を通る県道（主要地方道）である。

## 概要
にかほ市象潟地域の市街地（国道7号交点）からJR東日本 羽越本線を交差後に東へ向かい、にかほ市象潟町小滝交点を直進すると鳥海ブルーライン（秋田県道131号鳥海公園小滝線）に直通する。当路線は鳥海ブルーラインとの交点を左折し、鳥海山麓北側を通り、鳥海高原矢島花立牧場公園付近で県道32号と合流する。由利本荘市矢島地域の中心部の手前で県道32号と分岐・直進して荒沢川に沿って進んで、由利本荘市矢島町元町で国道108号に合流左折し、国道108号上の新町交差点で終点となる。
以前は国道7号からしばらくの区間は住宅街の狭小区間を通っていたが、象潟インターチェンジの開通に合わせてにかほ市象潟町字荒屋妻から木戸口までのルートを新たに供用開始して住宅街を迂回するルートに変更され、アクセスの向上をはかった。しかし、起点から象潟ICまでの区間はカーブが右・左と続いており、ICと国道7号の接続は狭小区間がなくなったもののさほど改善されていない。

### 路線データ
- 総延長 : 39.784 km[2]
- 実延長 : 33.183 km[2]
- 起点 : 秋田県にかほ市象潟町字荒屋妻12番1地先（市役所入口交差点、国道7号交点）[3][4]
- 終点 : 秋田県由利本荘市矢島町元町字新町129番3（新町交差点、国道108号上）[4]
- 未供用区間 : なし[2]

## 歴史
- 1959年（昭和34年）2月17日 - 秋田県道109号に認定される。[要出典]
- 1993年（平成5年）5月11日 - 建設省から、県道象潟矢島線が象潟矢島線として主要地方道に指定される[5]。
- 1994年（平成6年）4月 - 秋田県道58号に番号替え[6]
- 2001年（平成13年）10月5日 - 由利郡象潟町字木戸口から小滝字梨の木台までのバイパス区間[7]が認定され[8]、12月25日に供用開始する[9]。
- 2002年（平成14年）6月21日 - 由利郡象潟町字上狐森から関大道の現道区間が認定を解除され、象潟町字木戸口から小滝字梨の木台のバイパス区間[7]が現道となる[10]。
- 2015年（平成27年）
  - 10月6日 - にかほ市象潟町字荒屋妻からにかほ市象潟町字木戸口までが供用開始する[11]。
  - 10月18日 - 日本海東北自動車道 象潟ICが当県道に接続される[12][13]。
- 2016年（平成28年）5月17日 - 起点のにかほ市象潟町字上狐森12番2からにかほ市象潟町字木戸口39番2地先の県道の認定を解除し、にかほ市象潟町字荒屋妻12番1地先からにかほ市象潟町字木戸口47番1地先の支線を現道として、同時に起点の位置を変更する[3]。

## 路線状況

### 重複区間
- 秋田県道32号仁賀保矢島館合線（由利本荘市矢島町城内 - 由利本荘市矢島町荒沢）6.6km
- 国道108号（由利本荘市矢島町元町字間木 - 由利本荘市矢島町元町字新町・終点）

### 冬期閉鎖区間
- 区間 : 由利本荘市矢島町駒の王子 - 由利本荘市矢島町花立[14]
  - 期日 : 11月中旬 - 翌年4月[15]
- 区間 : にかほ市象潟町水岡 - 由利本荘市矢島町駒の王子[14]
  - 期日 : 11月中旬 - 翌年5月[16]

### 交通不能区間
- なし[17]

## 地理

### 通過する自治体
- にかほ市 - 由利本荘市

### 交差する道路
| 施設名           | 接続路線名                               | 備考          | 所在地 |
| ---------------- | ---------------------------------------- | ------------- | --- |
| 市役所入口交差点 | 国道7号                                  | 起点          | にかほ市象潟町字荒屋妻 |
| 象潟IC           | 日本海東北自動車道                       |               | にかほ市象潟町小滝北緯39度11分56.3秒 東経139度55分22.1秒                                                                           |
|                  | 秋田県道131号鳥海公園小滝線              | 県道131号終点 | にかほ市象潟町小滝字浜道北緯39度11分23.94秒 東経139度56分40.38秒                                                                   |
|                  | 秋田県道289号上郷仁賀保線                | 県道289号起点 | にかほ市象潟町小滝字石名坂北緯39度11分45.4秒 東経139度57分29.05秒                                                                  |
|                  | 秋田県道32号仁賀保矢島館合線             | 重複区間      | 由利本荘市矢島町城内字花立北緯39度12分17.05秒 東経140度5分14秒 由利本荘市矢島町城内字上針ケ岡北緯39度12分54.8秒 東経140度7分42.0秒 |
|                  | 秋田県道70号鳥海矢島線                   | 県道70号終点  | 由利本荘市矢島町矢島町荒沢字金沢北緯39度13分30.3秒 東経140度8分42.71秒                                                             |
|                  | 国道108号                                |               | 由利本荘市矢島町元町字間木 |
| 新町交差点       | 国道108号上 秋田県道32号仁賀保矢島館合線 | 終点          | 由利本荘市矢島町元町字新町 |

### 沿線の施設
- JR東日本 羽越本線 象潟駅（起点から400 m北）
- にかほ市役所 象潟庁舎
- にかほ市立象潟中学校
- 鳥海高原矢島スキー場
- マックスバリュ矢島店
- 由利高原鉄道 鳥海山ろく線 矢島駅（市道経由）
- 秋田県立矢島高等学校・由利本荘市立矢島中学校（終点付近）